# گدارتختی
گدارتختی، روستایی از توابع بخش مرکزی شهرستان بهمئی در استان کهگیلویه و بویراحمد ایران است.

## جمعیت
این روستا در دهستان بهمئی گرمسیری جنوبی قرار دارد و براساس سرشماری مرکز آمار ایران در سال ۱۳۸۵، جمعیت آن ۴۸۲ نفر (۸۰خانوار) بوده‌است.